# Charlton Kings

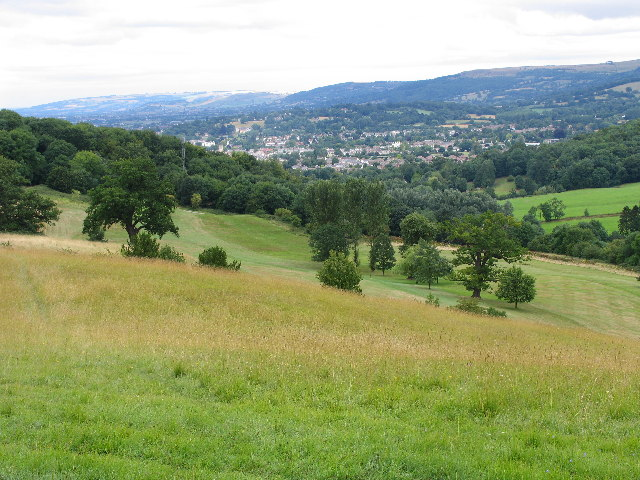
Blick auf Charlton Kings

Charlton Kings ist ein Dorf in der englischen Grafschaft Gloucestershire. Es ist eine Civil Parish (Gemeinde), die Teil des Districts (Verwaltungsbezirks) Cheltenham ist. Charlton Kings grenzt direkt südöstlich an Cheltenham.
Ein Spiegel über dem Kamin eines Hauses in Charlton Kings inspirierte Lewis Carroll zu dem Kinderbuch Alice hinter den Spiegeln; das Haus gehörte den Großeltern von Alice Liddell, wo Carroll häufig zu Gast war.